# Tuyên Bình Tây
Tuyên Bình Tây là một xã thuộc huyện Vĩnh Hưng, tỉnh Long An, Việt Nam.

## Địa lý
Xã Tuyên Bình Tây có vị trí địa lý:
- Phía đông giáp xã Tuyên Bình
- Phía tây giáp xã Vĩnh Thuận
- Phía nam giáp huyện Tân Hưng
- Phía bắc giáp xã Vĩnh Bình

Xã có diện tích 42,53 km², dân số năm 1999 là 3.532 người, mật độ dân số đạt 83 người/km². Hiện nay dân số xã là 4.236 người.
Xã không tiếp giáp biên giới với Campuchia nhưng cách biên giới chỉ khoảng 1,5 km qua địa phận xã Tuyên Bình. Địa hình xã bằng phẳng, có sông Vàm Cỏ Tây chảy qua.
Xã chia thành 5 ấp: ấp Cả Rưng, ấp Cả Cóc, ấp Cả Gừa, ấp Bình Châu, ấp Đầu Sấu.

## Lịch sử
Địa bàn xã Tuyên Bình Tây trước đây là một phần xã Tuyên Bình.
Trong Chiến tranh Việt Nam, kể từ năm 1963, Hoa Kỳ và Việt Nam Cộng hòa bố trí một hạm đội đường sông triển khai tác chiến trên một tuyến dài từ Thủ Thừa lên Vĩnh Thuận, chạy dọc theo sông Vàm Cỏ Tây.
Ngày 24 tháng 3 năm 1994, Chính phủ Việt Nam ban hành Nghị định số 27-CP. Theo đó, thành lập xã Tuyên Bình Tây trên cơ sở 4.125 ha diện tích tự nhiên và 2.602 người của xã Tuyên Bình; đồng thời chuyển các xã Tuyên Bình và Tuyên Bình Tây về huyện Vĩnh Hưng quản lý.
Ngày 27 tháng 2 năm 1997, đoạn sông Tuyên Bình trong xã được Ủy ban nhân dân tỉnh Long An xếp hạng là di tích cấp tỉnh theo Quyết định số 500/QĐ.UB.

## Kinh tế – đời sống
Đời sống dân cư trong xã chủ yếu làm nông nghiệp, năm 2023 sản lượng lương thực 37.000 tấn. Xã có 19 tổ hợp tác sản xuất và một hợp tác xã là Hợp tác xã Dịch vụ nông nghiệp Tuyên Bình Tây. Việc canh tác, sử dụng thuốc trừ sâu trên các đồng ruộng đã được áp dụng các loại máy bay phun thuốc. Xã có nhà kho, nhà máy xay xát chế biến lúa gạo lớn thuộc sở hữu của Công ty TNHH Một thành viên Lương thực Vĩnh Hưng. Vào năm 2022, tỉnh Long An xây dựng sáu mô hình điểm ứng dụng công nghệ cao, trong đó Hợp tác xã Nông nghiệp Tuyên Bình Tây có quy mô thực hiện 400 ha với 49 hộ. Thu nhập bình quân đầu người của xã là 56 triệu VND/năm. Hộ nghèo chiếm 3,91%. Tuyên Bình Tây là xã cuối cùng của huyện Vĩnh Hưng vẫn chưa đạt được chuẩn Nông thôn mới.
Năm 2016, hệ thống giao thông trong xã bắt đầu được đổ nhựa. Hệ thống giao thông quan trọng trong xã là đường liên xã Tuyên Bình Tây – Vĩnh Bình dài 6 km, rộng 4 m, được xây dựng năm 2022 với kinh phí 10 tỷ VND, nhưng sau đó xảy ra tình trạng sụt lún nghiêm trọng một vài đoạn làm gián đoạn giao thông. Các đoạn hư hại sau đó đã được khắc phục. Trong năm 2023, các cây cầu qua kênh rạch trong xã được sửa chữa và xây mới hoàn toàn.
Nằm ngay cạnh Ủy ban nhân dân xã là nhà tưởng niệm Bà mẹ Việt Nam anh hùng Trần Thị Viết, với bảy người con là liệt sĩ của Quân đội nhân dân Việt Nam đã mất trong chiến tranh. Bà Trần Thị Viết mất năm 2011 hưởng thọ 119 tuổi. Bà được xem là Bà mẹ Việt Nam anh hùng cao tuổi nhất Việt Nam. Tổng diện tích công trình tưởng niệm bà rộng hơn 117 m2 với kinh phí xây dựng hơn 1,1 tỷ VND. Nguyên Chủ tịch nước Trương Tấn Sang đã đến tham dự lễ khánh thành.

## Thư viện ảnh

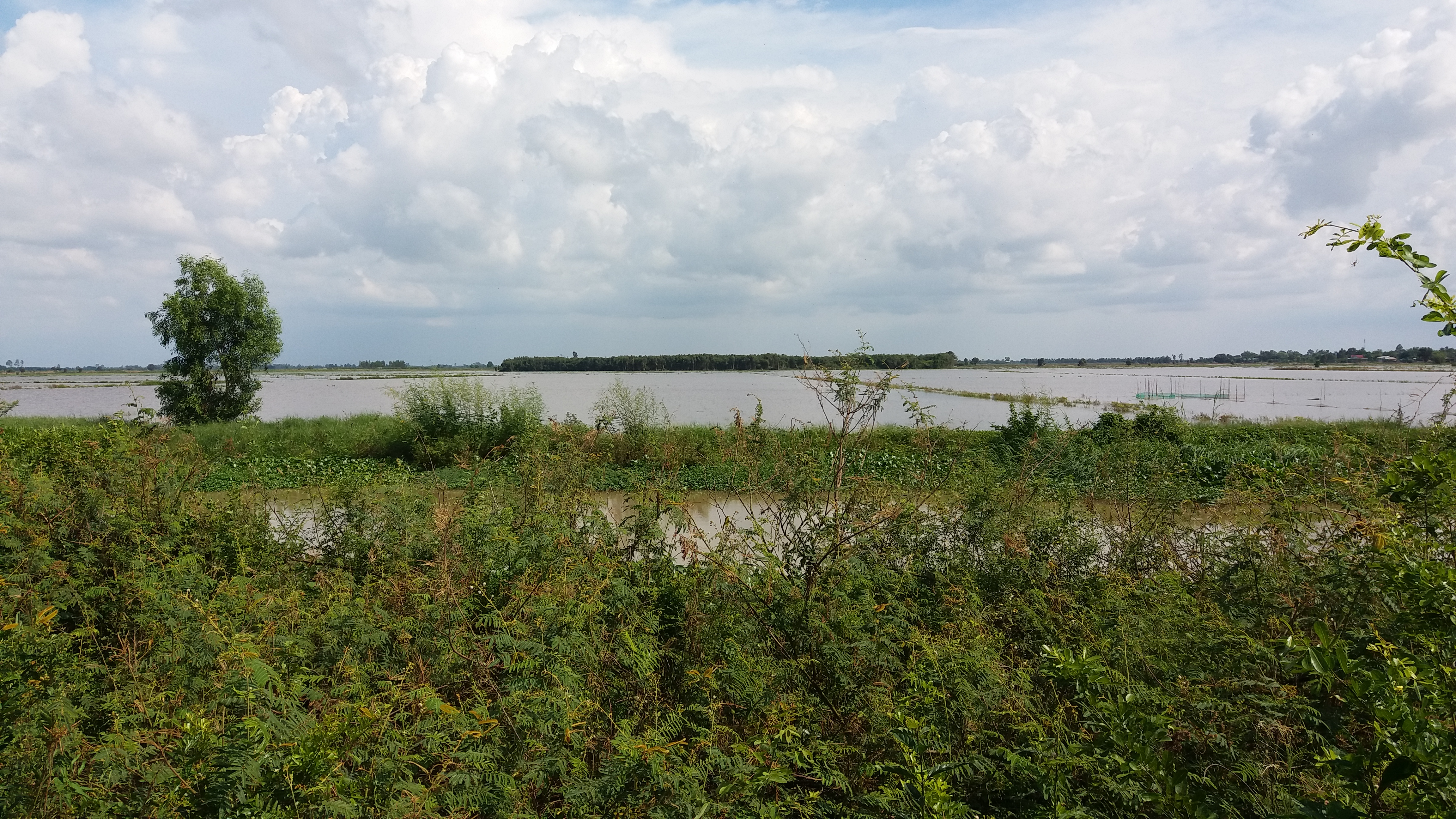
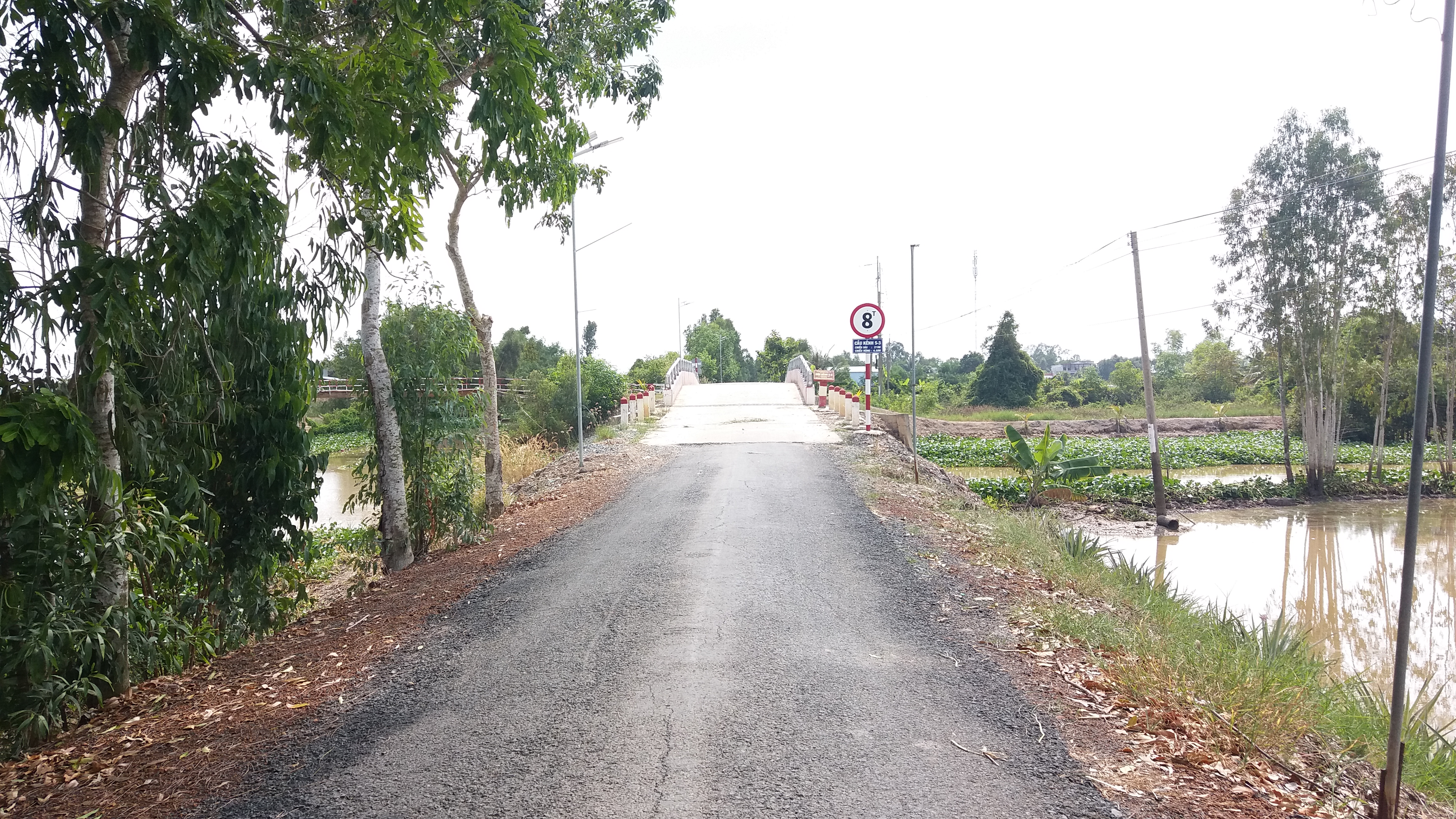
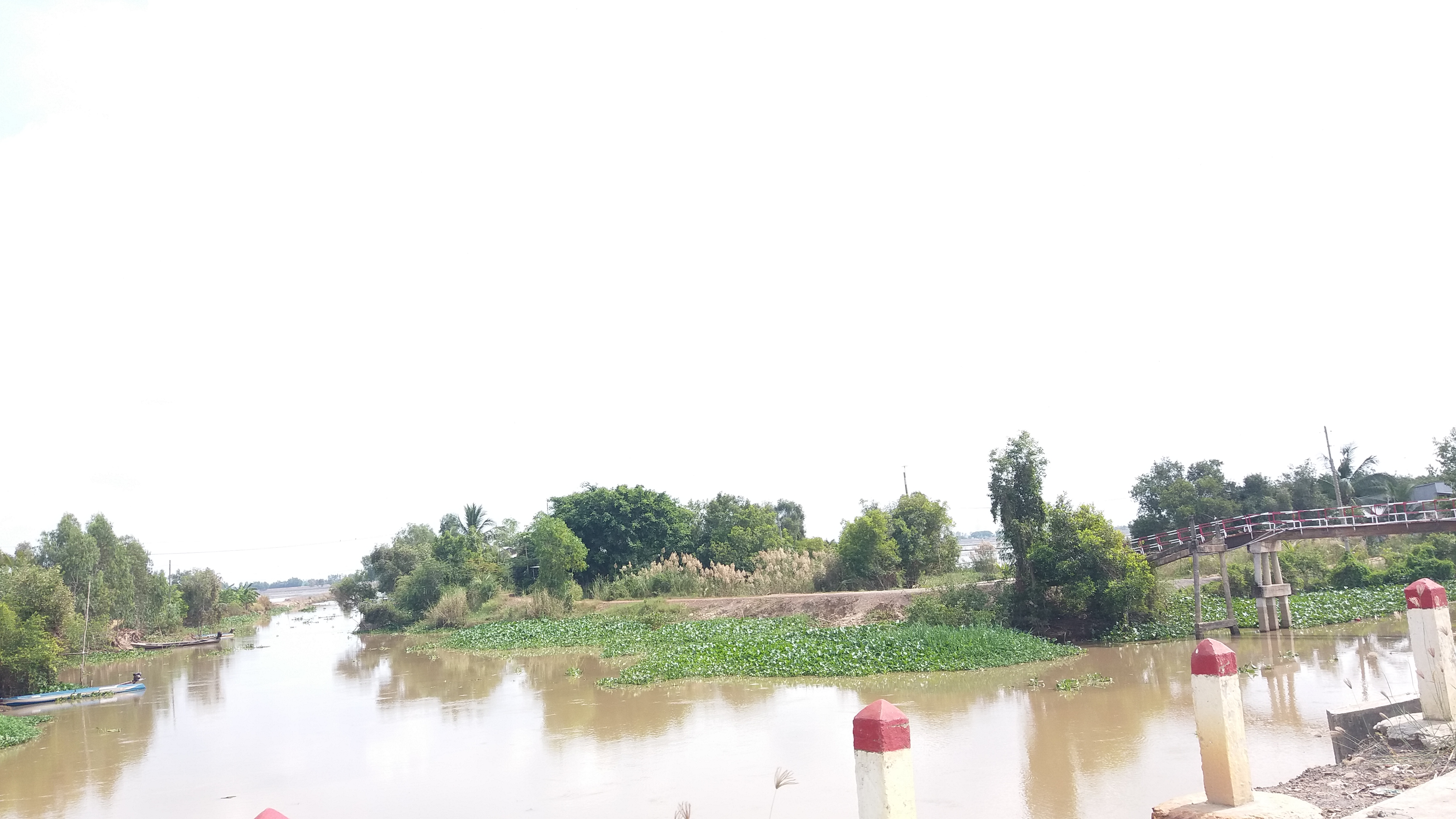
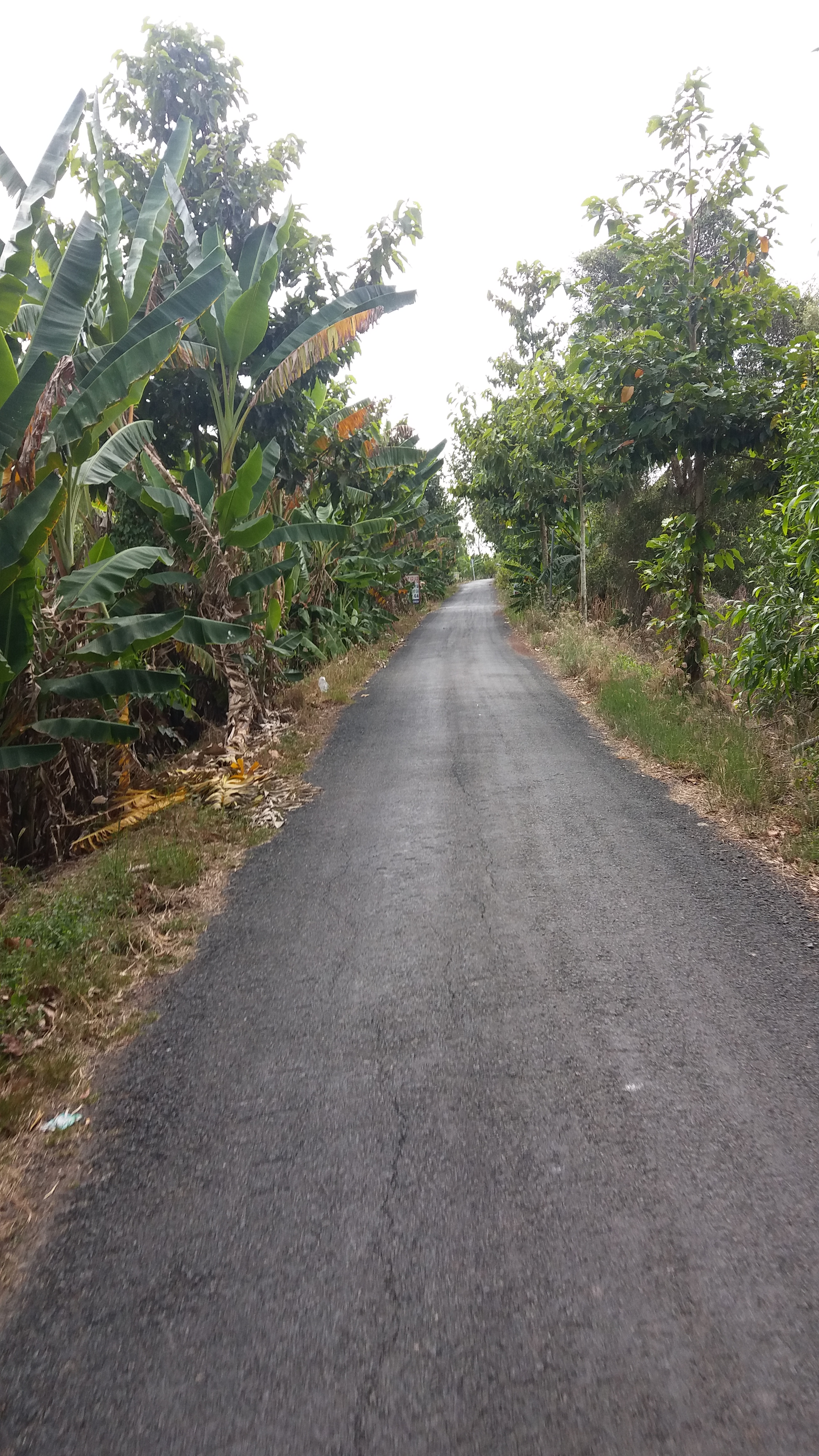
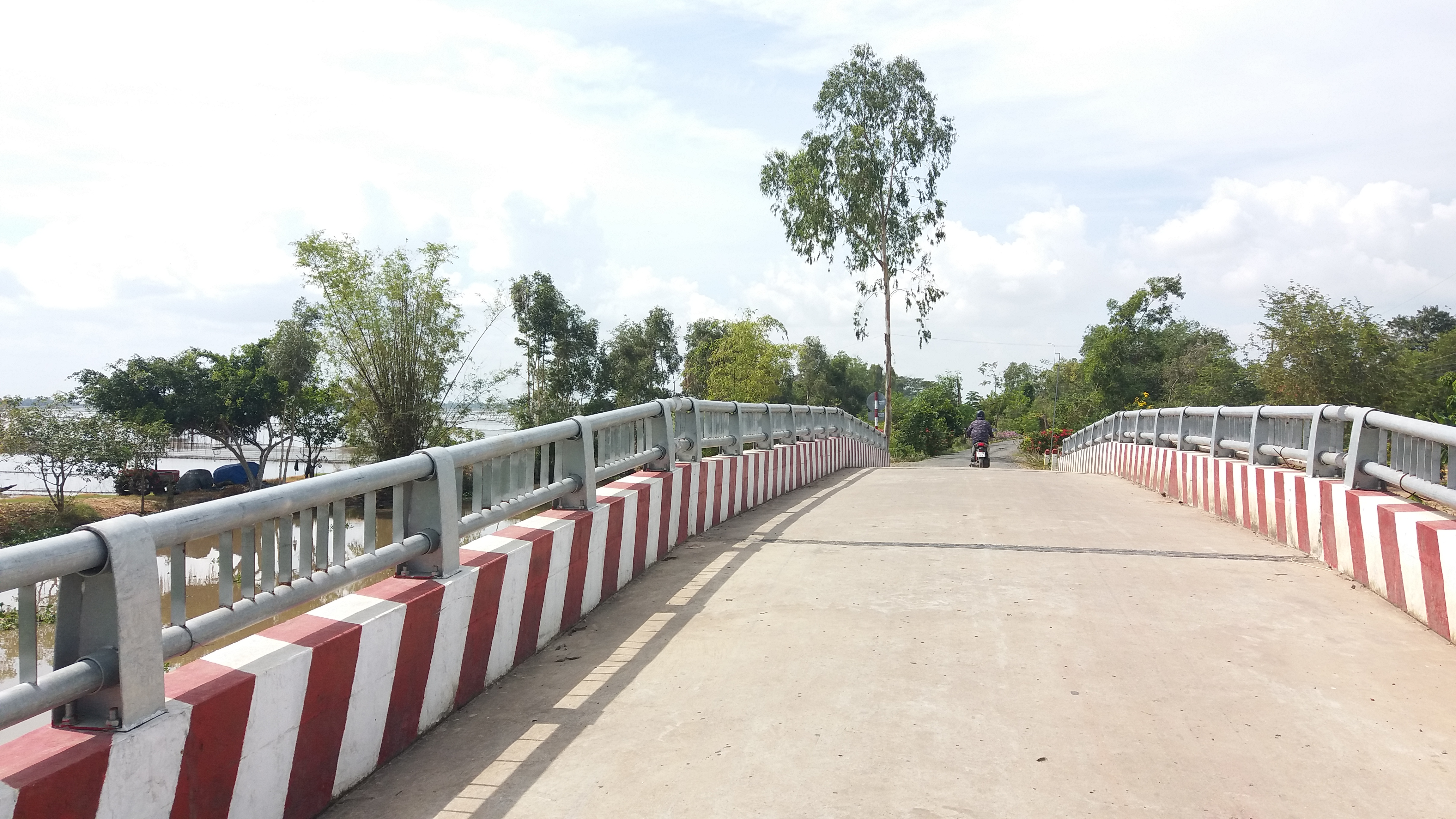
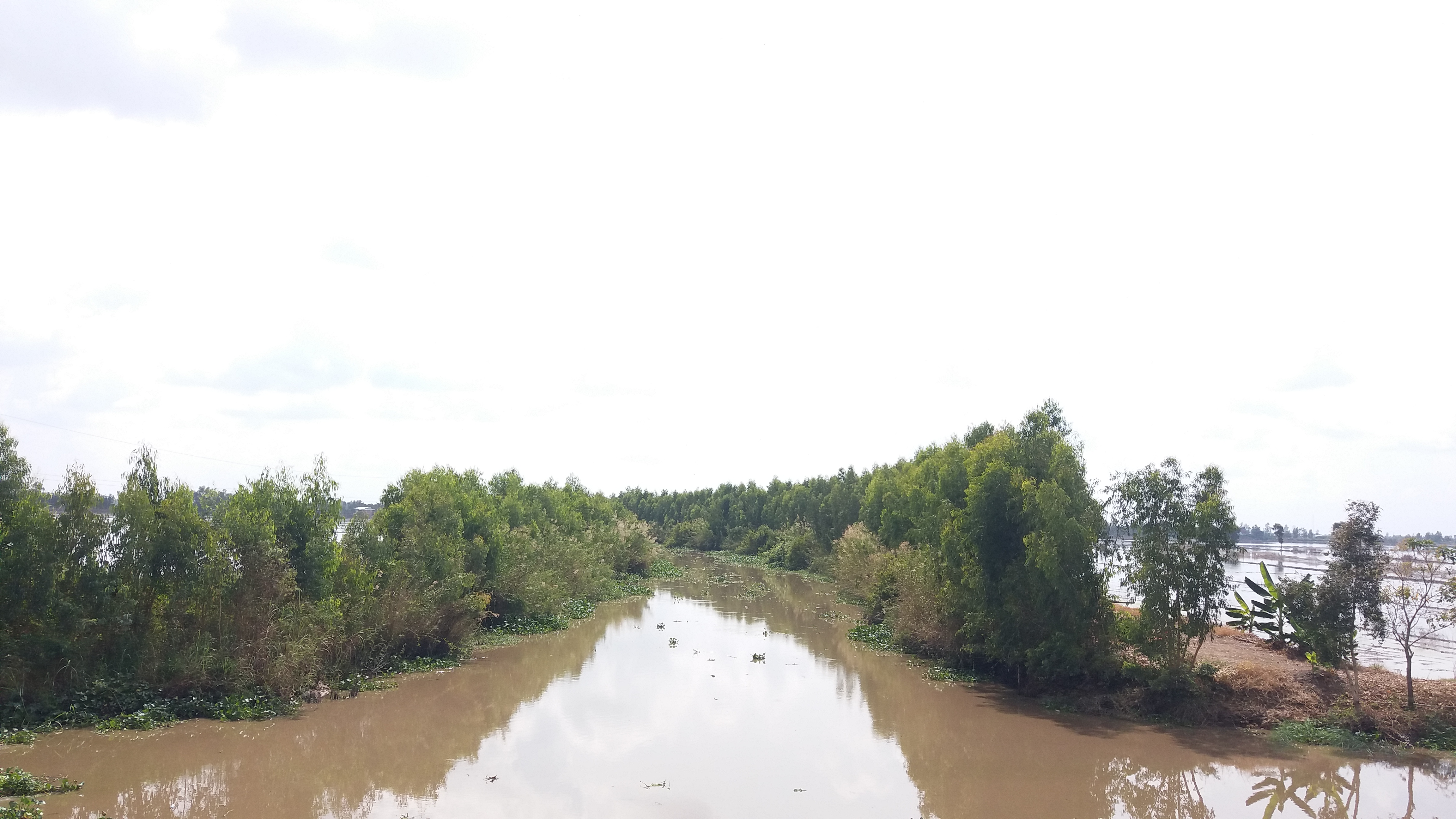
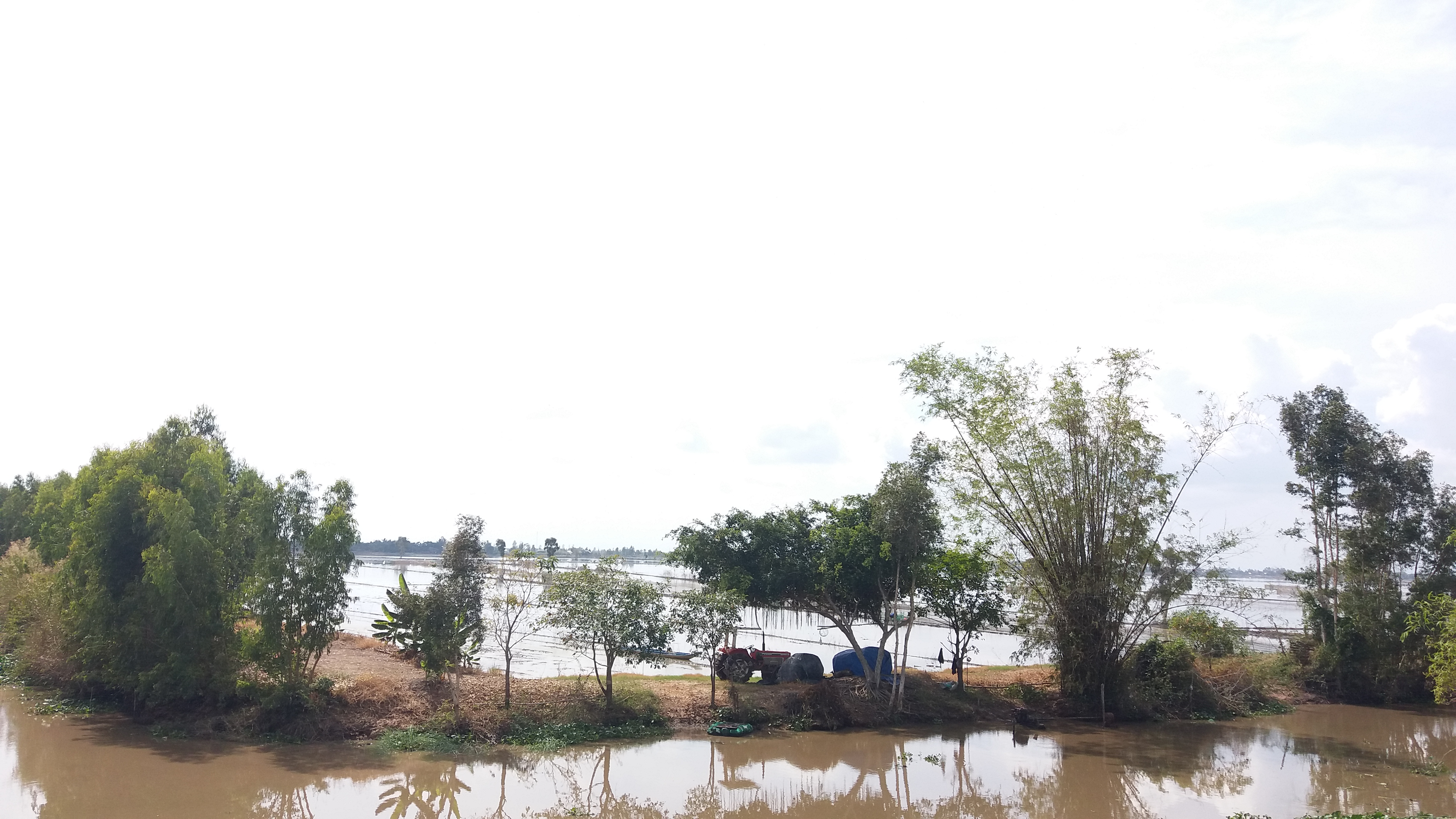
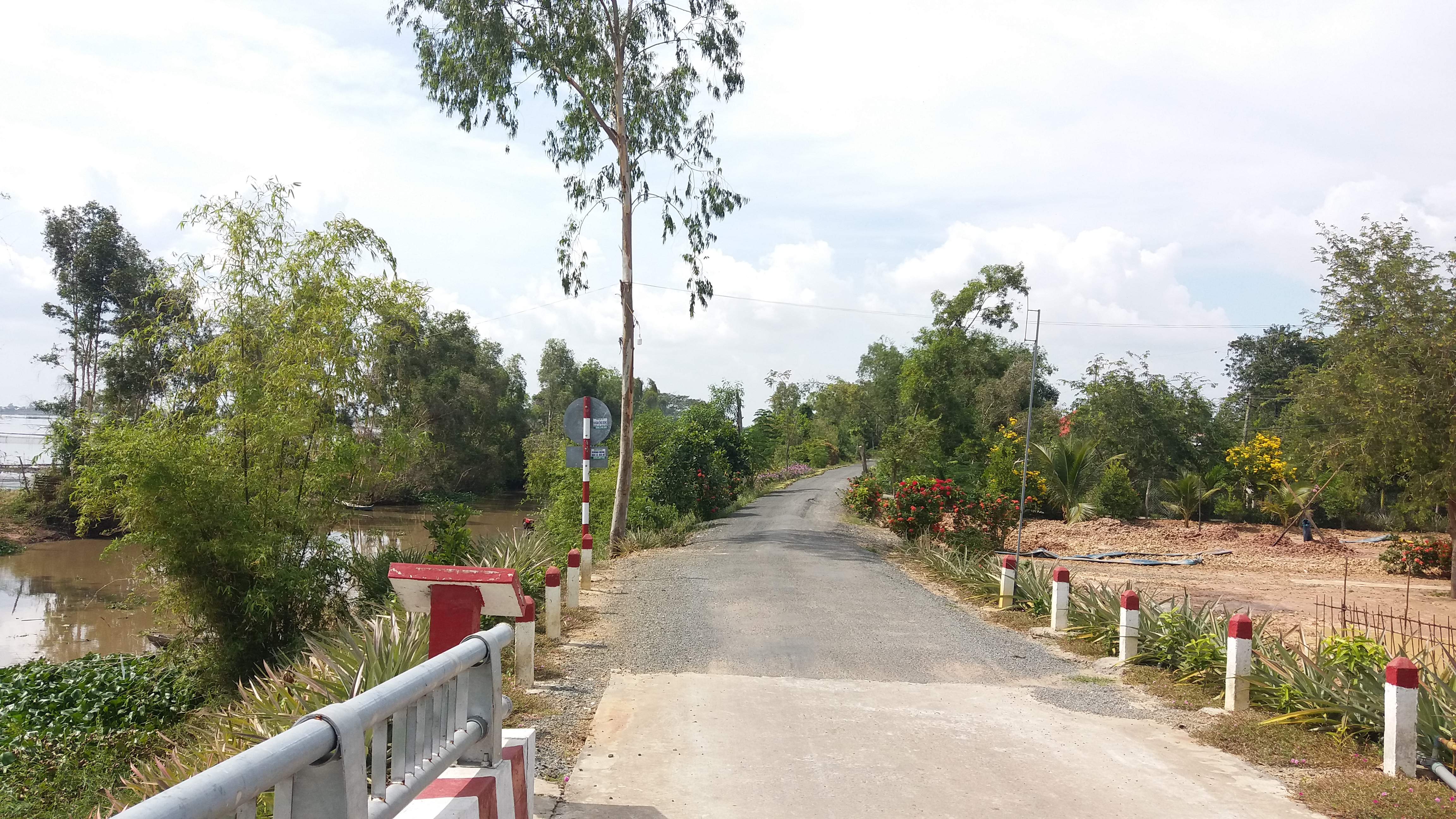
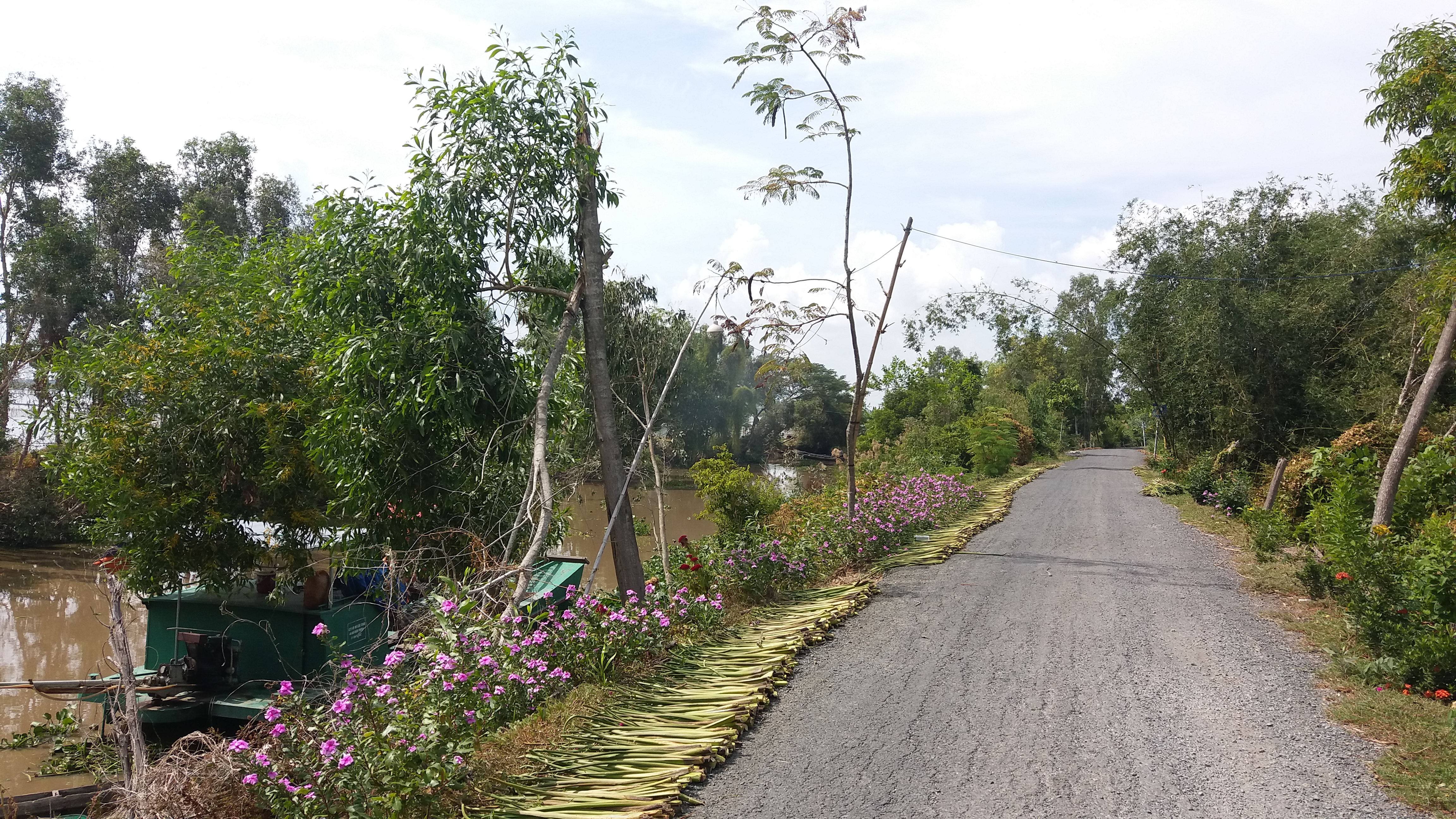
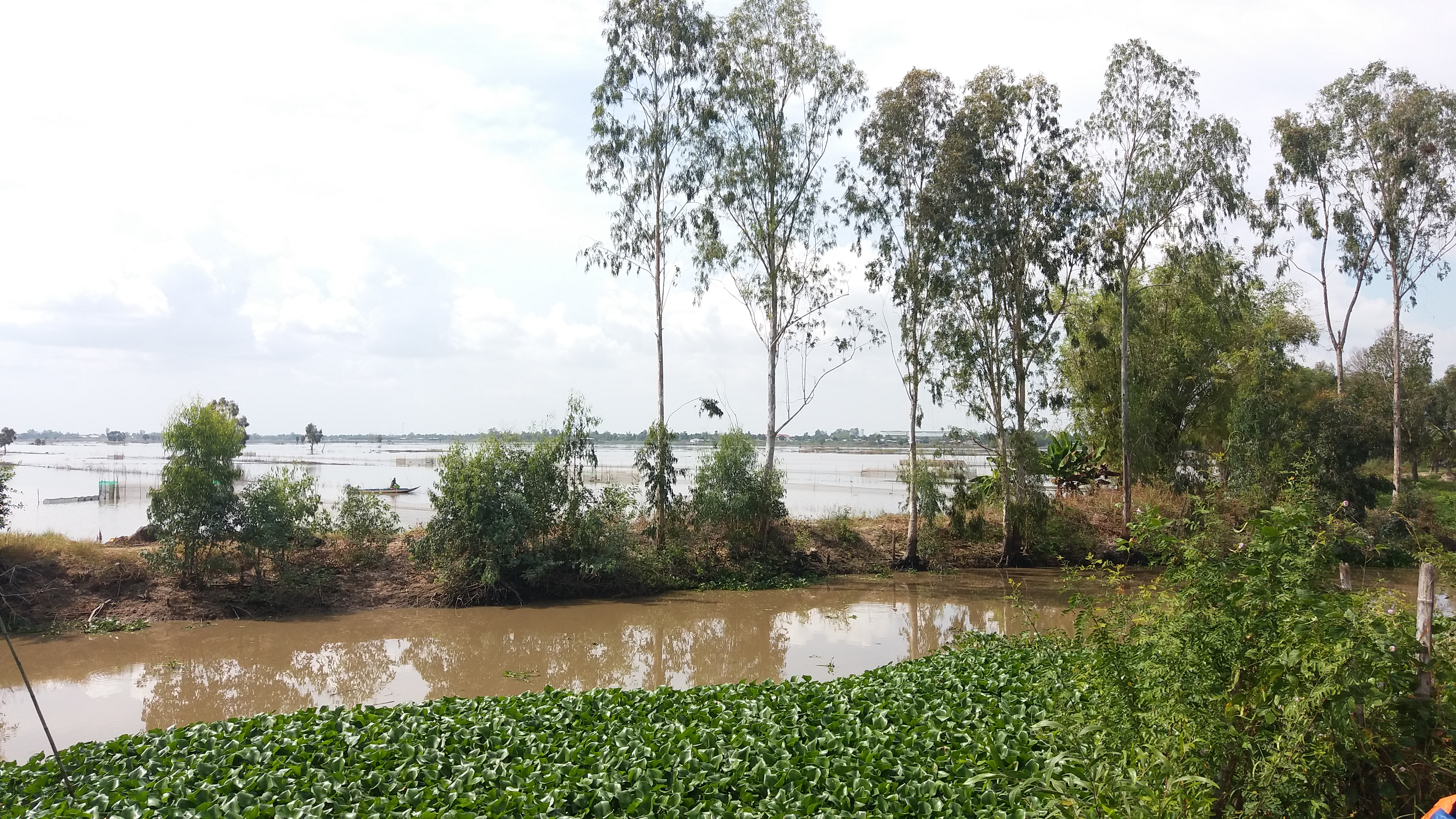

### Sách
- Nguyễn Đình Tư (2008). Từ điển địa danh hành chính Nam Bộ. Nhà xuất bản Chính trị Quốc gia.